# Laura G
María Sonia Laura González Martínez (Monterrey, Nuevo León; 28 de junio de 1985), más conocida como Laura G, es una conductora y reportera de espectáculos mexicana. 
Fue periodista de espectáculos del noticiero matutino de Televisa, Primero Noticias y conductora de Los 10 Primeros y Sabadazo; hasta el 2023 trabajó para TV Azteca.

## Carrera
Inició su carrera a la edad de 13 años conduciendo un programa de corte infantil llamado "Entre Chavos" de TV Azteca Monterrey. En Monterrey, también fue conductora de los programas TvTu y La Hora G de la cadena Multimedios. En el 2008 comenzó a trabajar en el canal Televisa, como reportera en el programa Hoy. En 2009, se dio a conocer a nivel nacional al ser la titular de espectáculos del noticiero matutino Primero Noticias y por ser conductora del programa misceláneo Sabadazo.
En diciembre del 2009, el productor de televisión Alexis Núñez, la invitó a ser parte del programa Los 10 Primeros junto al cantante y actor cómico Omar Chaparro, con quien más tarde compartiría la conducción en Sabadazo.
En 2012, inició el programa Ke Krees en la emisora de radio KeBuena. En este mismo año tuvo una pequeña participación en la tercera temporada de la serie cómica La familia P. Luche; y dobló a Leilani en la serie Beach Buggy Show de Deutsche Welle.
En el año 2014 también conduce el programa Zona Ruda de la barra PM de Canal 5. Ese mismo año aparece de invitada haciendo un sketch en el programa Estrella2.
En el 2016 condujo el programa dominical Me enseñas... ¡y ganamos! que se emitió el 15 de mayo por el Canal de las Estrellas a las 10 a. m., donde vienen las tres escuelas e invitados especiales, así como Don Apolinar, un puppet que le apoya en dar las respuestas acertadas; un año más tarde abandonaría Televisa debido a su primer embarazo.
En 2018, se integró a TV Azteca y confirma que animaría el programa El club de Eva, que se estrenó el 15 de enero. Más tarde, condujo el programa misceláneo de entretención y cocina Todo un show, junto con el joven conductor Roger González, la cantante, actriz y youtuber Cynthia y el recordado actor y conductor argentino Fernando del Solar, con quienes más tarde, en 2019, se integrarían al panel del matinal de TV Azteca, Venga la alegría. 
Cuatro años después, Laura abandona el matinal y el canal luego de casi cinco años permaneciendo allí.

## Vida personal
En diciembre de 2016 contrajo nupcias con el realizador audiovisual argentino Nazareno Pérez, con quien procreó dos hijos, Lisa y Lucio.

### Controversias
En 2011 se vio envuelta en un escándalo en el noticiero Primero Noticias, dirigido por Carlos Loret de Mola, con quien, supuestamente, habría tenido una infidelidad para finalmente en 2011 salir del noticiero definitivamente.
En el programa Domingazo, en un homenaje a Mario Moreno "Cantinflas", fue embestida por una vaquilla. Inicialmente se temió por su integridad física, pero finalmente no tuvo consecuencias mayores.

## Filmografía

### Televisión
| Año       | Programa                       | Nota                               |
| --------- | ------------------------------ | ---------------------------------- |
| 2001      | Entre Chavos                   | Conductora                         |
| 2006      | TvTu                           | Conductora                         |
| 2006      | La Hora G                      | Conductora                         |
| 2008      | Hoy                            | Notera                             |
| 2009      | Primero Noticias               | Panelista de espectáculos          |
| 2009      | Los 10 Primeros                | Conductora                         |
| 2009      | Atrévete a Soñar               | Actriz                             |
| 2010-2016 | Sabadazo                       | Conductora                         |
| 2013      | Domingazo                      | Conductora                         |
| 2016      | Me enseñas... ¡y ganamos!      | Conductora                         |
| 2018      | Club de Eva                    | Conductora                         |
| 2018-2019 | Todo Un Show, camino a la fama | Conductora                         |
| 2019-2023 | Venga la Alegría               | Conductora y panelista             |
| 2022      | La Academia 20 Años            | Conductora invitada (concierto 14) |

### Cine
- El cielo en tu mirada...Como presentadora
- La leyenda del Chupacabras...Juanita (voz)

### Vídeos musicales
- Corazón Bipolar - Paty Cantú (2012).[11]